# St. Salvator (Augsburg)

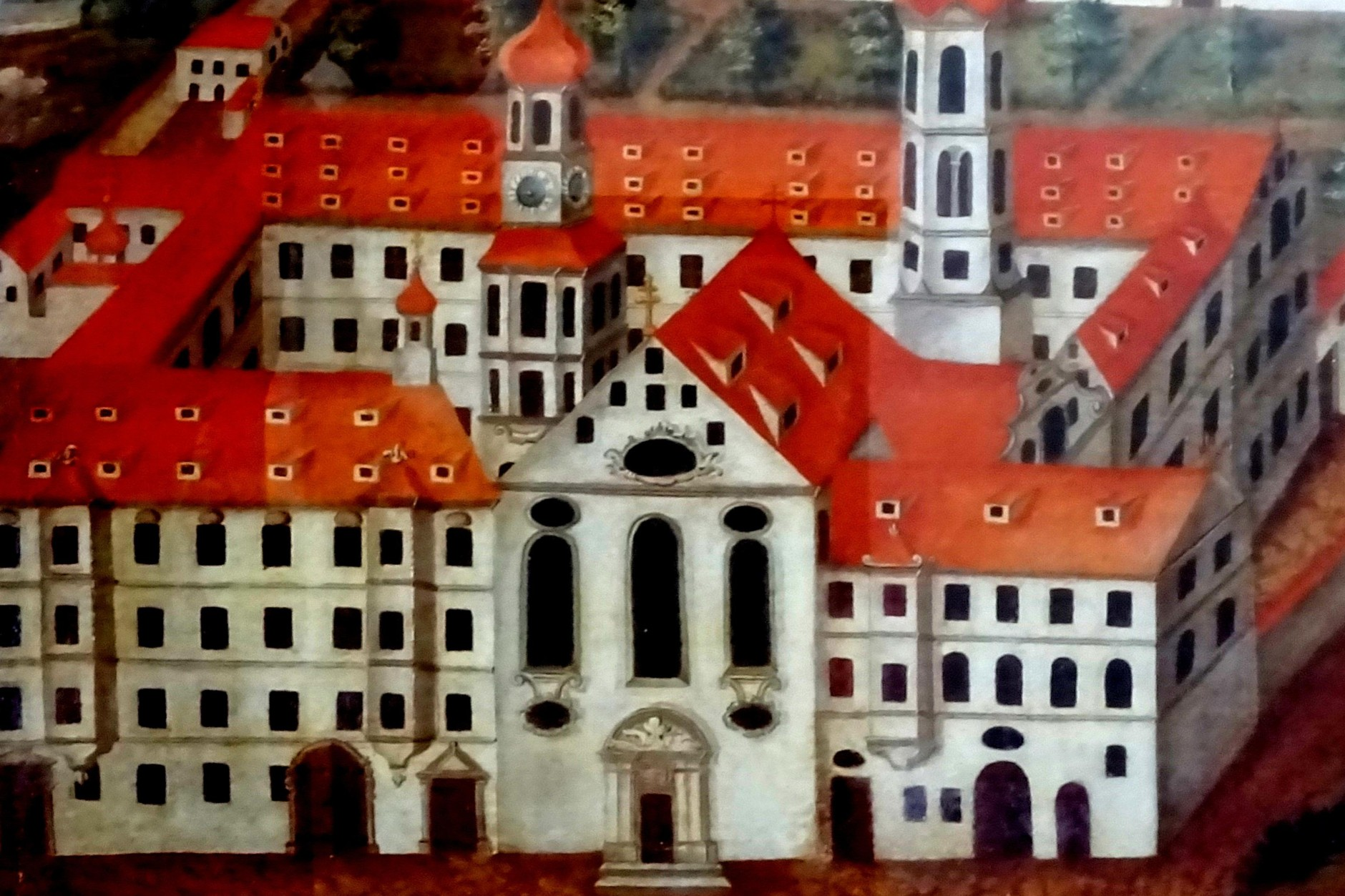
Jesuitenkolleg und Kirche St. Salvator in Augsburg auf einem Gemälde des 17./18. Jahrhunderts

Die Jesuitenkirche St. Salvator in Augsburg war Teil des Augsburger Jesuitenkollegs. 1582/84 errichtet, diente sie bis 1807 als Gotteshaus, wurde dann profaniert und 1872 abgebrochen.
Die kunsthistorisch wertvolle Innenausstattung blieb teilweise erhalten und befindet sich heute u. a. in der Alten Pinakothek in München. 2005–2006 wurden nahe dem Standort der ehemaligen Jesuitenkirche archäologische Ausgrabungen vorgenommen und Teile eines Kellers aus dem 15./16. Jahrhundert freigelegt, der mit Abbruchmaterial der Kirche verfüllt war. Zudem fand man das Fundament der Nordostmauer.

## Geschichte

### 16. Jahrhundert
Im Zuge der Gründung des Augsburger Jesuitenkollegiums, ermöglicht durch eine Stiftung der Familie Fugger, begann auch der Bau der dazugehörigen Kirche. Am 12. März 1582 erfolgte die Grundsteinlegung durch den Jesuiten und Visitator P. Oliverius Manare. Der Renaissancebau war in seinen Grundzügen bis 1583 fertiggestellt und wurde 1584 vom Augsburger Weihbischof Michael Dornvogel zu Ehren Jesu Christi in seiner Eigenschaft als Salvator mundi geweiht. Vermutlich stammten die Pläne zum Kirchenbau vom Baumeister Johannes Holl, dem Vater von Elias Holl. Der tonnengewölbte Chor besaß eine Länge von etwa 18 Metern und eine Breite von 15 Metern. Die halbrunde Apsis mit einer Halbkuppel hatte eine Höhe von etwa 7,5 Metern und war von zwei Pilastern umgeben. Der Turm besaß eine Zwiebelhaube. Für die Ausstattung der Kirche spendete die Familie Fugger weiteres Geld und kostbare Geräte.

### 17. Jahrhundert

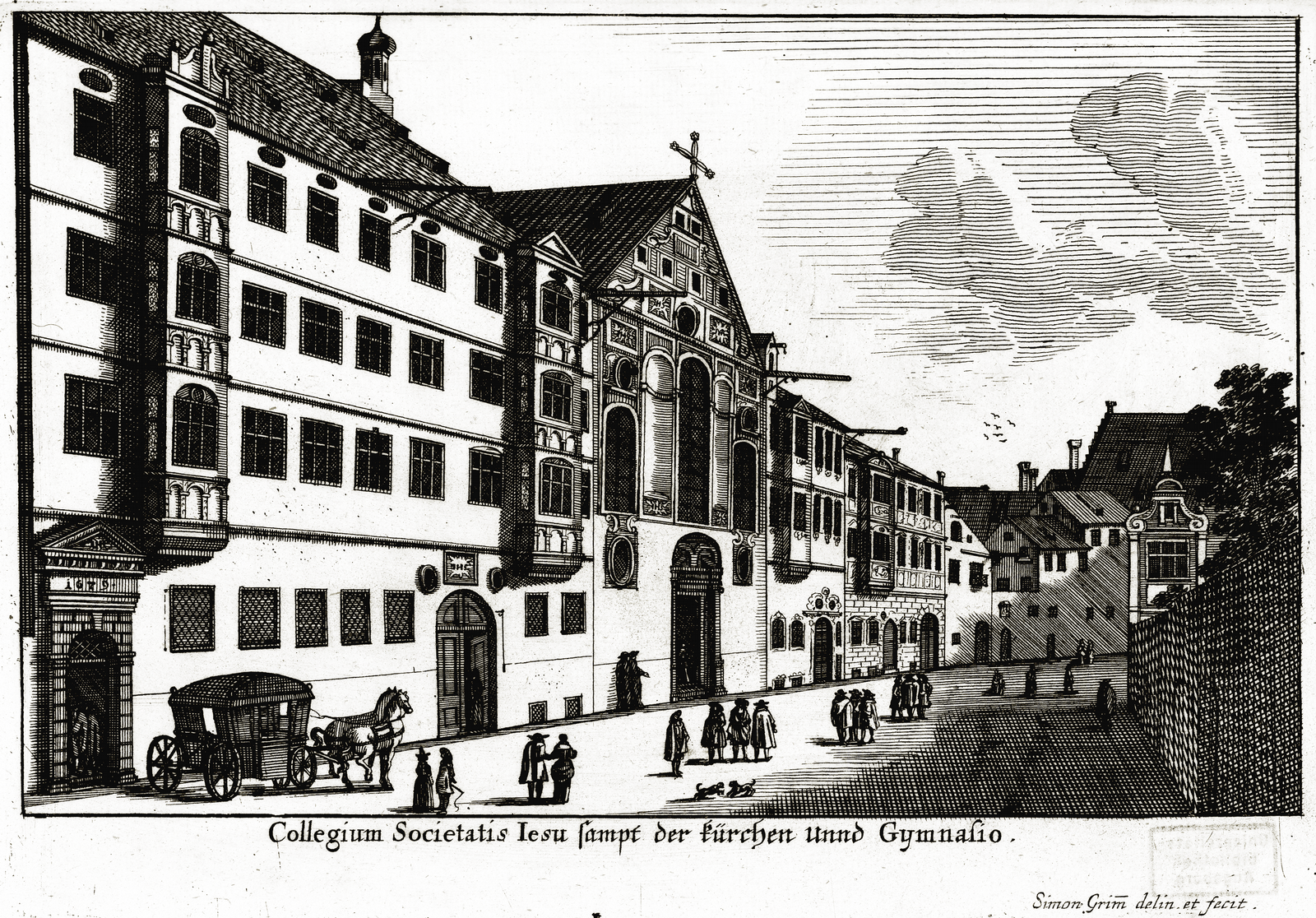
Jesuitenkolleg und Kirche auf einem Kupferstich von Simon Grimm, 1679

1656 begann in der Kirche eine feierliche neuntägige Andacht zu Ehren des heiligen Franz Xaver, welche fortan zu jedem Jahr wiederholt wurde. Um 1661 erhielt die Kirche zwei Seitenkapellen, zu Ehren des heiligen Ignatius und des heiligen Franz Xaver. Seit 1666 wurde das Titularfest am 6. August begangen. Die Englischen Fräulein fertigten der Kirche ein prachtvolles, gesticktes Antependium. Dem Altar des heiligen Ignatius stifte Gräfin Domicella Johanna von Oettingen ein Messkleid und ein Unbekannter vier silberne Leuchter. 1673/74 erfolgten der Bau eines Oratoriums und eine Umgestaltung des Innenraumes im Stil des Barock. Dabei wurde der Chor stuckiert und mit acht Heiligenfiguren versehen. Der Hochaltar erhielt eine marmorne Fassung und ein von Johann Georg Melchior Schmittner gemaltes neues Altarbild. Auch wurde die Kanzel neu gefasst und eine neue Orgel aufgestellt. 1694 stiftete der Kaufmann Anton Ekhart der Kirche den Leib des Märtyrers Theodorus, den man auf dem Altar der Gottesmutter platzierte.

### 18. Jahrhundert
1701/04 wurde die Kirche durch seitliche Anbauten zu einer Kreuzform erweitert. Um die gleiche Zeit dürfte auch das Deckengemälde vom Maler Johann Georg Knappich entstanden sein, für das er 400 fl. erhielt. In den folgenden Jahren wurden fünf neue Altäre angeschafft, das Langhaus nahe am Portal mit einem schmiedeeisernen Abschlussgitter versehen und der Kirche ein neues äußeres Erscheinungsbild gegeben. Die Kreuzkapelle wurde von Matthias Lotter erneuert. Für den Umbau und die Erweiterung stifteten die Familie Fugger 1500 fl., der Kaufmann Anton Ekhart 5000 fl., sowie der bischöfliche Rentmeister Johannes Straub 6000 fl. Letzterer fand auch seine Ruhestätte in der Kirche. Während der Belagerung Augsburgs im spanischen Erbfolgekrieg 1703 traf eine Bombe das Gebäude, zerschlug das Dach und die Gewölbe und zerschmetterte die Fenster. Während der Geschehnisse blieb die Kirche geschlossen.
1758 stiftete Baroness Maria Victoria Amalia von Ulm der Kirche einen Betrag von 5000 fl., um an jedem Feiertag eine hl. Messe vor dem Altar des hl. Franz Xaver zur Bekehrung der Sünder zelebrieren zu lassen. 1759 erließ der Rektor Pater Joseph Welden die Anordnung, dass an sechs Festtagen eine feierliche Heiligenlitanei zu Ehren des hl. Antonius abzuhalten sei. 1764/66 erfuhr der Innenraum eine weitere Umgestaltung im Stil des Rokoko, wobei u. a. die Altäre erneuert, die Säulen marmoriert und die Fenster vergrößert wurden. Auch erhielt das Kirchenschiff ein neues Deckenfresko von dem Maler Gottfried Bernhard Götz. 1767 gründete der Rektor die Bruderschaft vom guten Tode, die nach der Schließung der Jesuitenkirche in die Heilig-Kreuz-Kirche verlegt wurde. Nach der Aufhebung des Jesuitenordens 1773 wurde die Kirche weiter benutzt. Die Jesuiten besorgten nun den Gottesdienst als Weltpriester.

### 19. Jahrhundert

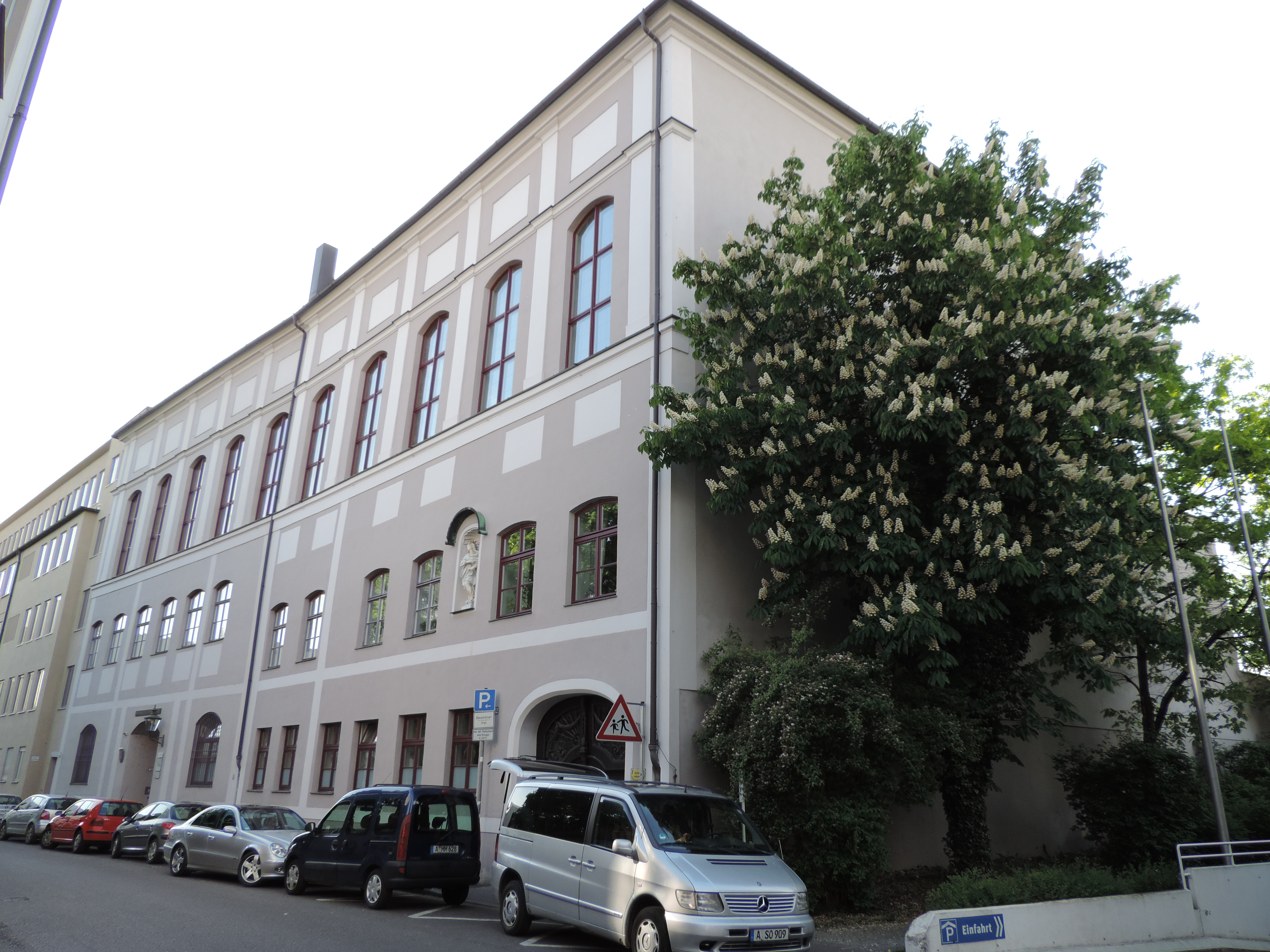
Die Jesuitengasse heute

Am Morgen des 8. Oktober 1807 um 8 Uhr fand in St. Salvator unter großer Anteilnahme der Bevölkerung der letzte Gottesdienst statt. 1808 wurde die Kirche – nach dem Einzug bayerischer Truppen in die vormalige freie Reichsstadt – unter die Verwaltung der Militärbehörden gestellt und zur Kaserne umfunktioniert. 1811 stellten Sebastian und Constanze Bittorf ihren Heißluftballon in der nun ehemaligen Jesuitenkirche zur Schau, bevor Madame Bittorf am 5. Juli 1811 alleine vor dem Roten Tor erfolgreich aufstieg – nach Wilhelmine Reichards erster Alleinfahrt in Berlin.
1833 fiel das Gebäude in städtischen Besitz und diente zeitweise als Wollniederlage. Die kunsthistorisch bedeutende Innenausstattung wurde bis 1835 vollständig ausgebaut und veräußert. Der Bauzustand verschlechterte sich im Lauf der Zeit zusehends. 1856 gastierte der Zirkus Belling mit seiner Kunstreitergesellschaft in der ehemaligen Kirche. 1872 wurde das Gebäude für den Abbruch versteigert und im Anschluss vollständig demoliert. Auch die Fundamente der älteren Bebauung ließ man abtragen.

## Ausstattung

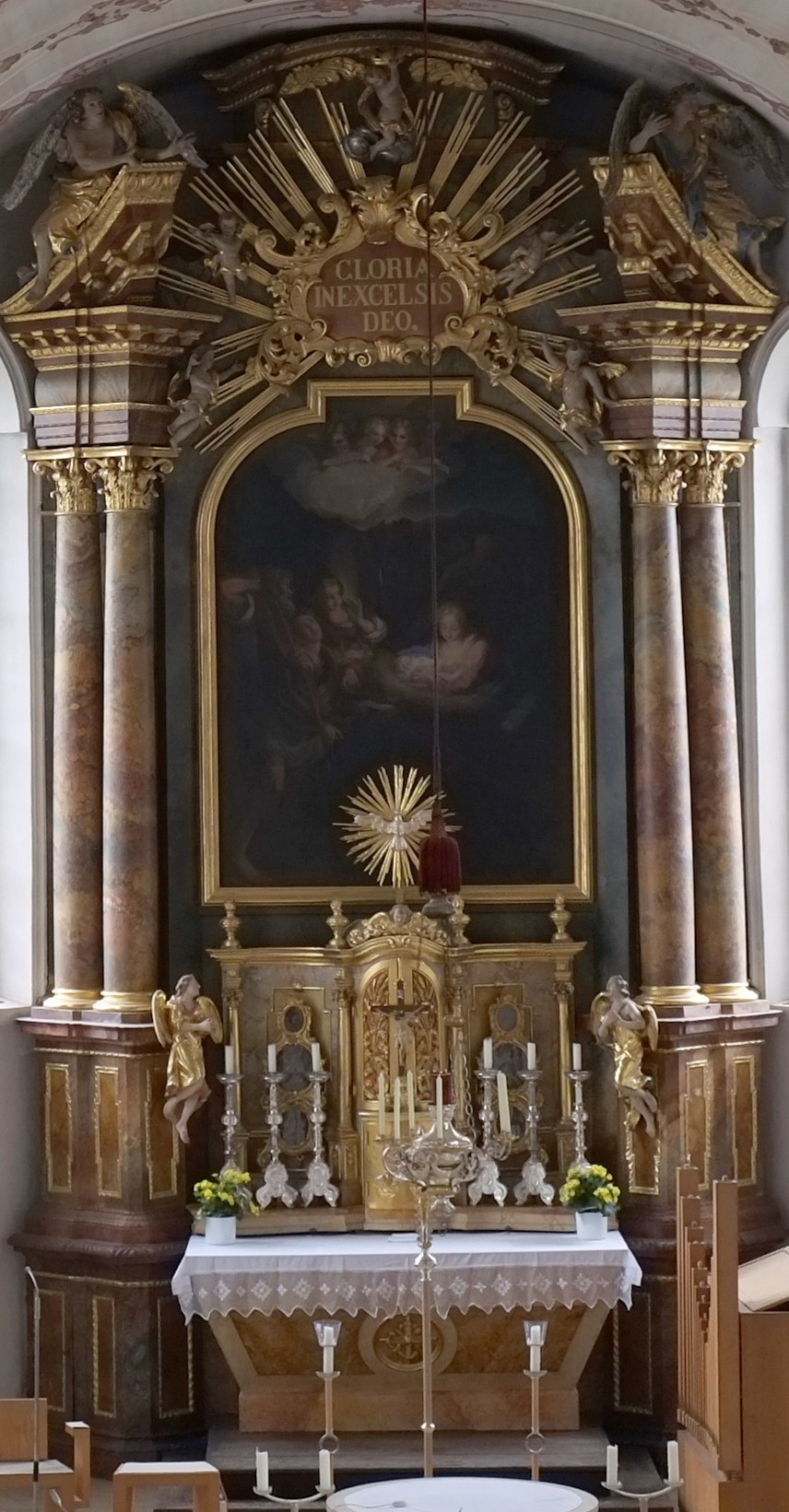
Der ehemalige Hochaltar der Jesuitenkirche, heute im Chor der Pfarrkirche St. Nikolaus in Stadtbergen

Das Deckengemälde von Johann Georg Knappich zeigte im vorderen Teil den himmlichen Vater in seiner Glorie, im mittleren Teil die Himmelfahrt Christi und im hinteren Teil den Kampf des Erzengels Michael mit dem Drachen. Das Deckenstück von Gottfried Bernhard Götz stellte im Chor die Geburt Christi und im Kirchenschiff die Kreuzigung des Herrn dar. Die reichen Stuckarbeiten fertigte Mathias Lotter. Am Chorgewölbe war das Wappen der Fugger angebracht. Am Triumphbogen, der den Chor vom Kirchenschiff trennte, war auf dem Chronostichon zu lesen: „eCCe DeVs saLVator MeVs“.
Der barocke Hochaltar, wohl von 1702/10, steht seit 1835 in der Pfarrkirche St. Nikolaus in Stadtbergen. Auf ihm befand sich ein Tabernakel mit Antependium aus vergoldetem Kupfer mit Verzierungen aus Silber, der später auf dem Hochaltar der Basilika St. Ulrich und Afra stand. Auf den Altären waren die verzierten Reliquienschreine des hl. Theodorus und des hl. Bonifacius ausgestellt. Verschiedene Gemälde wurden 1809 von der damaligen staatlichen bayerischen Zentralbildergalerie für einen Betrag von 2555 fl. erworben. In der Kirche befanden sich:

### Herz-Jesu-Chor und Langhaus
- das Hochaltarbild Verklärung Christi von Johann Georg Melchior Schmittner[13]
- das Altarbild Maria in der Glorie von Christoph Schwarz, um 1584[14]
- das Altarbild Christus erscheint dem hl. Ignaz von Johann Andreas Wolff
- das Altarbild Verherrlichung des hl. Franz Xaver von Johann Andreas Wolff, von 1702[15]
- das Altarbild die hl. Maria auf der Flucht nach Ägypten von Joseph Mages
- das Altarbild die Heiligen Drei Könige von Johann Heinrich Schönfeld
- das Altarbild die Geburt Christi von Johann Heinrich Schönfeld

### Kreuzkapelle
- der Flügelaltar Christus am Kreuz, von Hans Burgkmair d. Ä., um 1519[16]
- das Altarbild die schmerzhafte Muttergottes, von Johann Andreas Wolff

### Sebastianskapelle
- der Flügelaltar Martyrium des hl. Sebastian, von Hans Holbein d. Ä., um 1516[17]

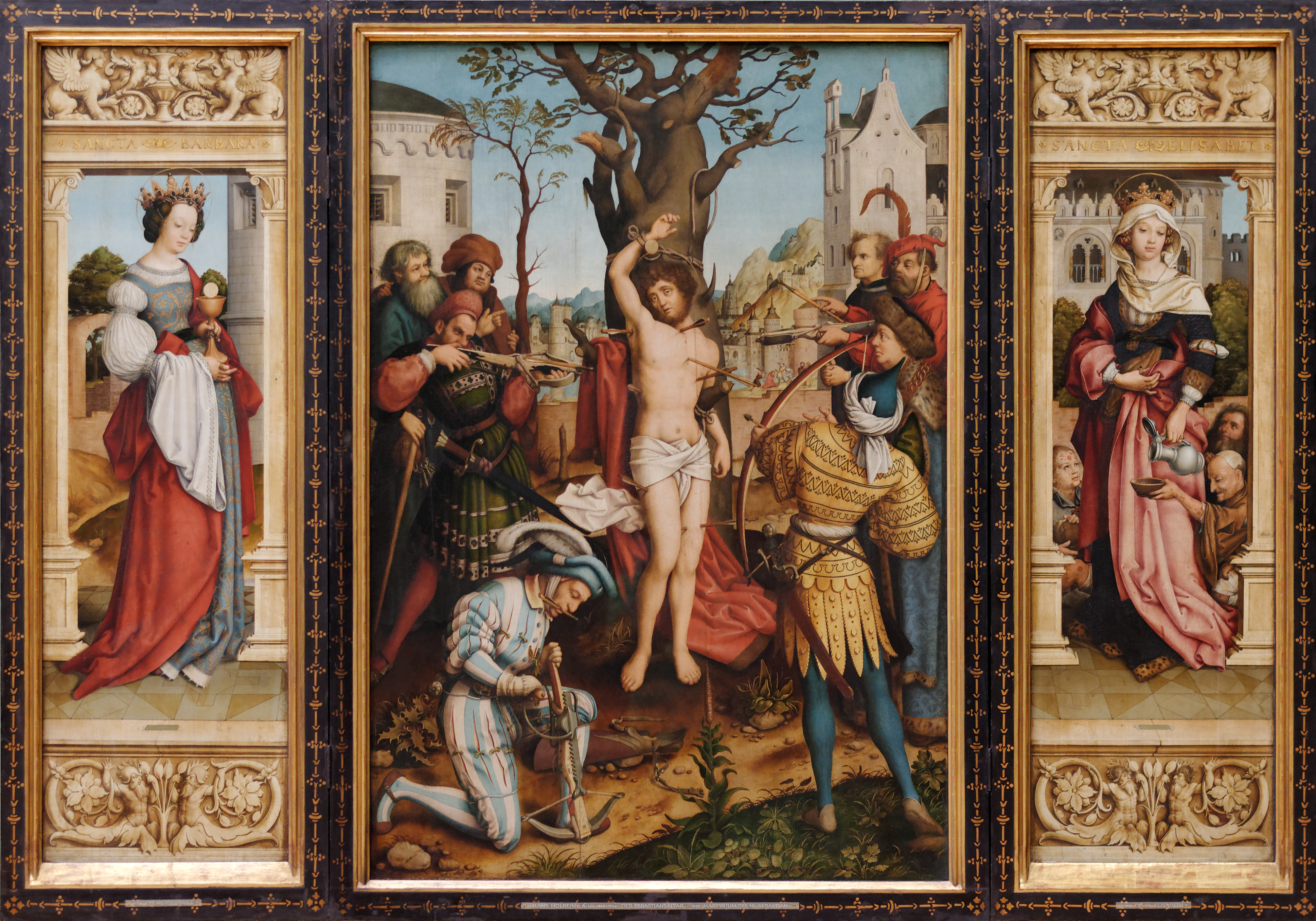
Sebastiansaltar aus der Sebastianskapelle von Hans Holbein d. Ä.
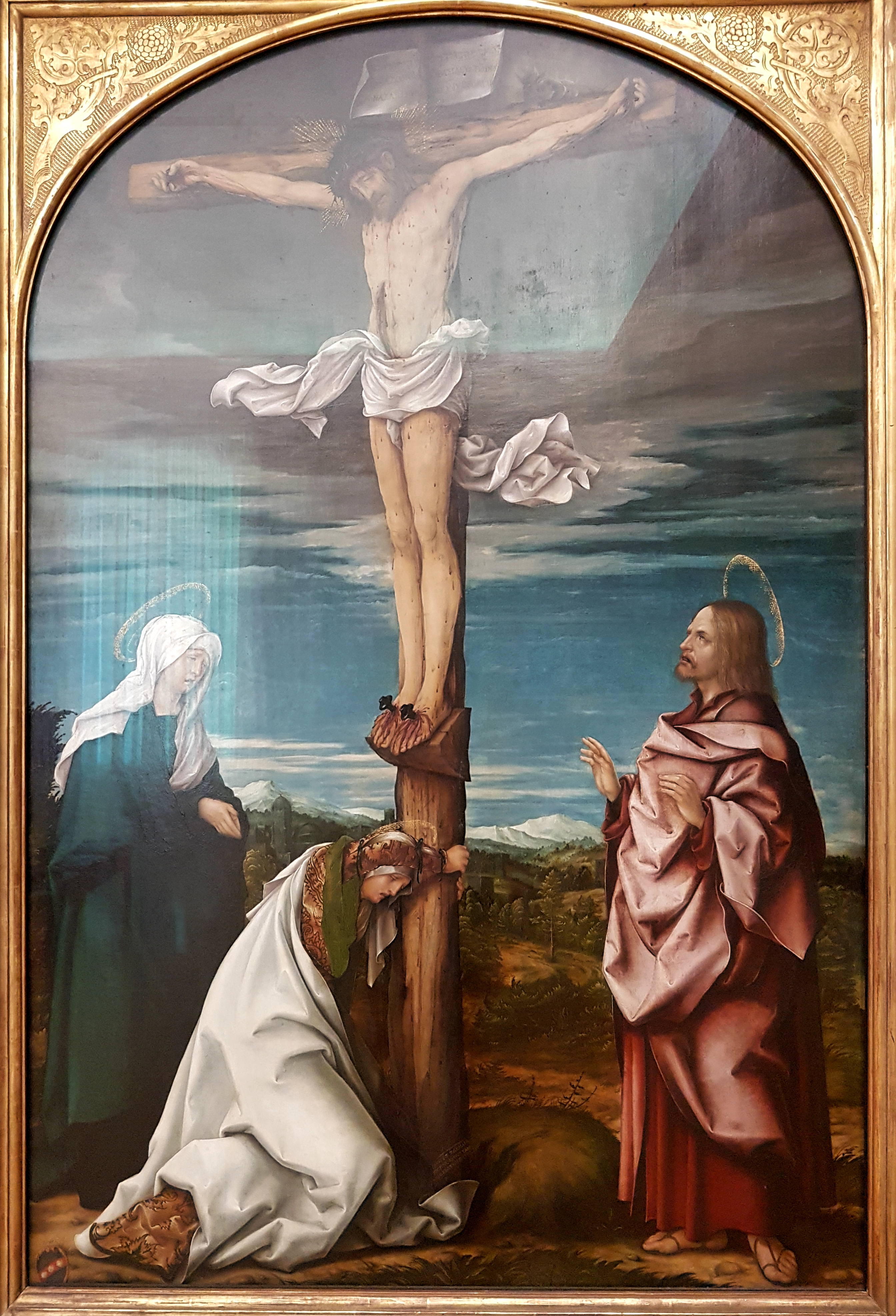
Mittelteil des Kreuzigungsaltars aus der Kreuzkapelle von Hans Burgkmair d. Ä.
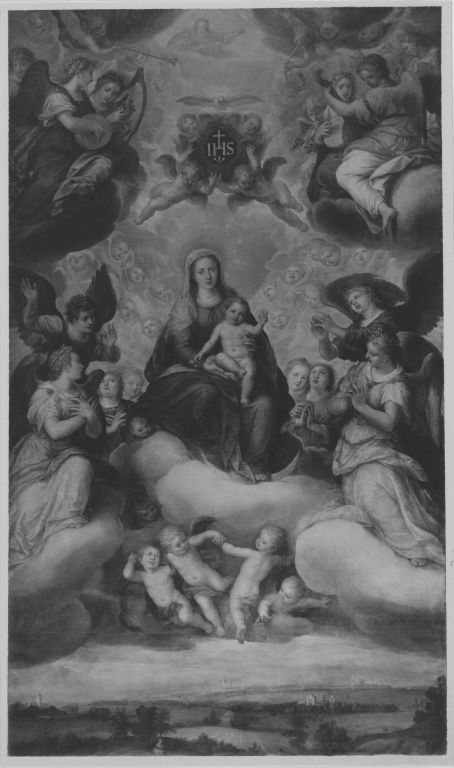
Altarbild Maria in der Glorie von Christoph Schwarz
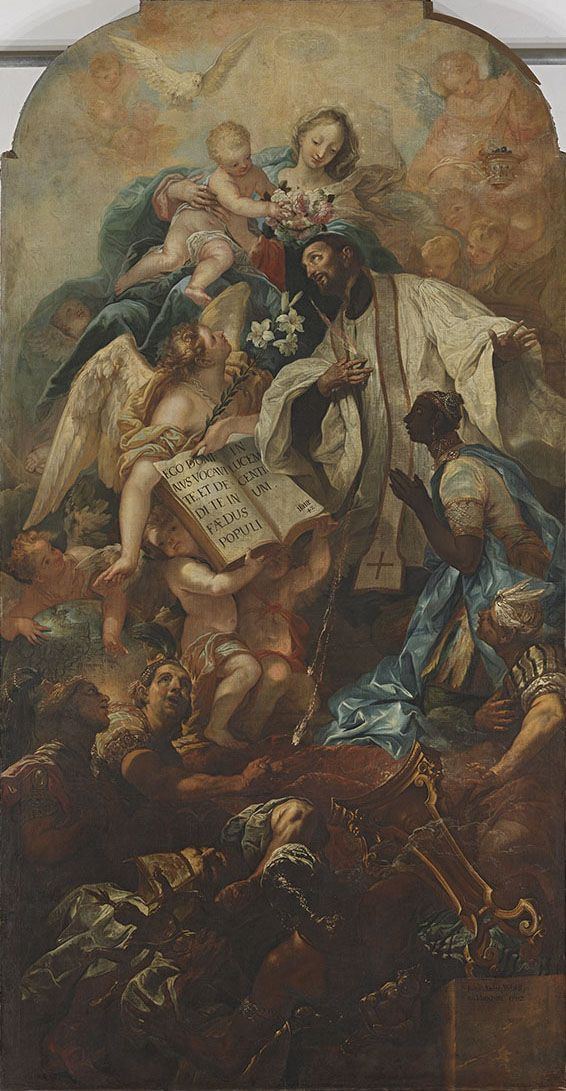
Altarbild Verherrlichung des hl. Franz Xaver von Johann Andreas Wolff

### Grüfte
Unter der Kirche befanden sich zwei Grüfte. Wegen Grabschändung durch Soldaten wurde 1814 der Eingang zur Gruft mit Kies verschüttet. Von 1825 bis 1833 wurden 95 Gebeine auf den Katholischen Gottesacker umgebettet. Noch heute erinnert eine Grabplatte an der Außenwand der Friedhofskapelle St. Michael an das Ereignis. Die Inschrift lautet: „Hier ruhen die Gebeine der Jesuiten, welche aus der Gruft ihrer Kirche, hierher übersetzt wurden im Jahr 1833. IN. HOC. TUMULO. OSSA PATRUM. SOC. JESU QUEIS NEQUE. VIVENTIBUS. NEQUE. MORTUIS. GENIUS. SAECULI. QUIETEM. CONCESSIT. HEIC. DIE. XXVI. NOV. MDCCCXXXIII. PER. PIOS. CIVES. AUGUST. TRANSLATA. CARNIS. RESURRECT. EXSPECTANT UT BENEMERENTIBUS. A. DEO. SALVATORE. CUJUS. NOMEN. PORTAVERUNT. CORONA. AETERNITATIS. IMPONATUR.“ In der Übersetzung: In diesem Hügel erwarten die Gebeine der Väter der Gesellschaft Jesu, denen weder im Leben noch nach dem Tode der Zeitgeist Ruhe gönnte, am 26. November 1833 durch fromme Bürger Augsburgs hierher gebracht, die Auferstehung des Fleisches, auf dass ihnen, die es wohl verdient, von Gott ihrem Heilande, dessen Namen sie trugen, die Krone der Ewigkeit aufgesetzt werde.